# Ann Dunham
Stanley Ann Dunham (ur. 29 listopada 1942 w Wichita, zm. 7 listopada 1995 w Honolulu) – amerykańska antropolożka, matka byłego prezydenta Stanów Zjednoczonych Baracka Obamy.

## Życiorys
Miała korzenie głównie angielskie, ale także niemieckie, szwajcarskie, szkockie, irlandzkie i walijskie. Jej dalekim krewnym był Dziki Bill Hickok.
Studiowała na Uniwersytecie Hawajskim, na którym uzyskała doktorat z antropologii. Badania prowadzone przez Dunham koncentrowały się na rzemiośle, w szczególności pracy kobiet na Jawie i kowalstwie w Indonezji. Działając jako konsultant dla Agencji Stanów Zjednoczonych do spraw Rozwoju Międzynarodowego, stworzyła systemy udzielania mikrokredytów w Indonezji, Pakistanie i Kenii.
W 2010 została pośmiertnie udekorowana Bintang Jasa Utama, wysokim odznaczeniem cywilnym Indonezji, za działalność w ramach organizacji pozarządowych i badania naukowe nad pracą kobiet w tym kraju.